# Stanzgitter
Ein Stanzgitter ist eine durch Stanzen erzeugte flache Struktur. 
Eine übliche Anwendung ist das Erstellen eines Systems elektrischer Leiter in nur einem Fertigungsschritt aus einem Metallstreifen. Das Produkt ähnelt dann einer Leiterplatte, wie sie sich in elektronischer Massenware findet. In weiteren Veredelungsschritten kann das Stanzgitter mit Kunststoff ummantelt oder die Oberfläche galvanisch veredelt werden.
Für höhere Stückzahlen und komplexere Anwendungen werden auf verketteten Stanz-Biegemaschinen aus Endlosmetallstreifen zunächst einlagige dreidimensionale Stanzgitter erstellt. Durch Stapelung dieser einlagigen Stanzgitter entsteht ein mehrlagiges Stanzgitterpaket. Hierzu sind Zwischenlagen aus einem Isolator notwendig, der gleichzeitig als mechanischer Träger der einzelnen Lagen dient. Gegebenenfalls können einzelne Züge dieses Netzwerks in einem nachgeschalteten Arbeitsgang einzeln freigestanzt werden.
Anwgeendet werden Stanzgitterpakete in Bereichen, bei denen hohe elektrische Ströme auf engem Raum verteilt werden müssen. Solche Stromverteiler werden u. a. im Automobil eingesetzt. Häufig sind Stanzgitter derart ausgelegt, dass ein direkter Anschluss an einen Kabelsatz über mehrpolige Steckverbinder möglich ist. Diskrete Komponenten wie Relais oder Sicherungen können durch Einbringen geeigneter Verbinder auf ein Stanzgitterpaket montiert werden.